# 虚拟地址

虚拟地址（英語：Virtual address space）在電腦的专用术语中是指标识一个虚拟（非物理地址）的实体地址。虚拟地址这个术语常用在虚拟内存和虚拟网络地址当中。

## 用途
允許作業系統使用頁表來將虛擬位址對應到物理位址，使得應用程式可以使用比實際記憶體更大的地址空間。